# Орланд Парк (Илиноис)
Орланд Парк (енгл. Orland Park) град је у америчкој савезној држави Илиноис.

## Демографија
По попису из 2010. године број становника је 56.767, што је 5.69 (11,1%) становника више него 2000. године.
| Група             | 2000.          | 2010.          |
| Белци             | 46.478 (91,0%) | 48.851 (86,1%) |
| Афроамериканци    | 374 (0,7%)     | 945 (1,7%)     |
| Азијати           | 1.770 (3,5%)   | 2.788 (4,9%)   |
| Хиспаноамериканци | 1.874 (3,7%)   | 3.528 (6,2%)   |
| Укупно            | 51.077         | 56.767         |